# Kościół św. Piotra w okowach w Dyneburgu
Kościół św. Piotra w okowach w Dyneburgu (łot. Sv. Pētera ķēdēs Romas katoļu baznīca) – świątynia rzymskokatolicka położona w Dyneburgu przy ul. Ryskiej (Rīgas) 39.

## Historia
Kościół wzorowany na bazylice św. Piotra został wzniesiony w stylu klasycyzmu w latach 1848–1849. Autorem projektu budynku był Strauberg (Štraubergs). W 1924 rozpoczęła się przebudowa i poszerzenie świątyni.